# کتاب حجی

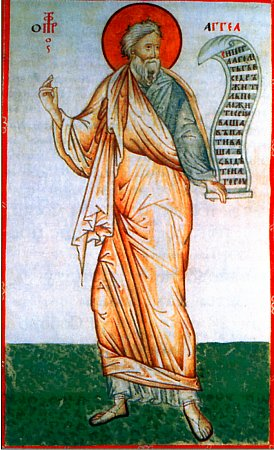
حجی نام یکی از پیامبران بنی اسراییل مقبره درهمدان

کتاب منسوب به حجی کوتاه‌ترین کتاب عهد عتیق پس از کتاب عوبدیا است؛ این کتاب از سفر تثنیه تأثیر پذیرفته‌است. در کتاب حجی، ظهور مسیح پیش‌بینی شده است. در کتاب حجی، زروبابل نگین خاتم یهوه نام گرفته و به عنوان کسی که مسیح را می‌شناساند، معرفی شده‌ است.